# Музей Сурсок
Музей Сурсок, также официально называемый Музеем Никола Сурсока, — музей современного искусства в Бейруте (Ливан). Расположен в Ашрафии, недалеко от порта, на исторической улице Ру Сурсок, восточнее лестницы Св. Николая. На улице также расположено множество особняков, построенных в XVIII веке наиболее видными в Бейруте семьями Сурсоков и Бустросов.

## История

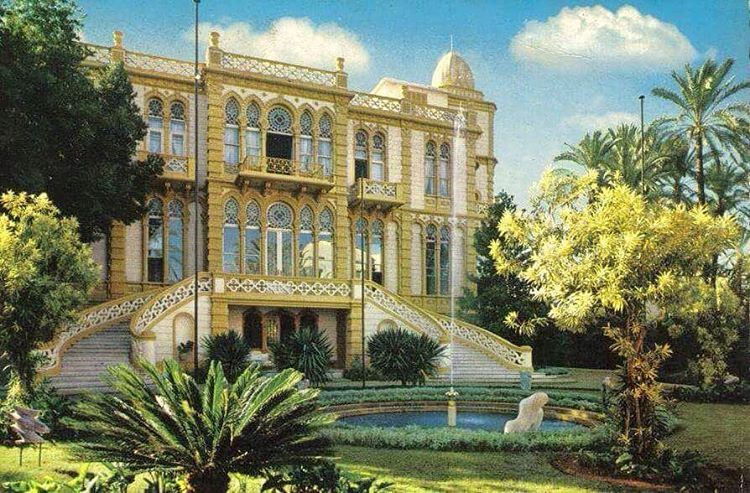
Музей в 1970 году

В 1912 году богатый и известный ливанский аристократ Николя Сурсок, член одной из наиболее преуспевающих аристократических семей Бейрута, построил частную виллу, в которой сейчас находится музей. Сурсок завещал свой особняк гражданам Ливана в качестве художественного музея. Он скончался в 1952 году. Согласно его воле вилла была преобразована в музей.
Первая выставку состоялась в 1957 году ещё до открытия музея. Названная «Первый воображаемый музей в мире», она прошла в здании ЮНЕСКО в Бейруте и представлял 664 цветных репродукции шедевров из Азии, Европы и Америки.
Музей открыл свои двери в 1961 году с выставки работ современных ливанских художников, создав прецедент в культурной жизни Бейрута. После этого более сотни выставок прошло в стенах музея, выставлялись работы как ливанских, так и иностранных художников. В дополнение к современному искусству коллекция музея пополнилась также японскими гравюрами и исламским искусством.

## Здание музея

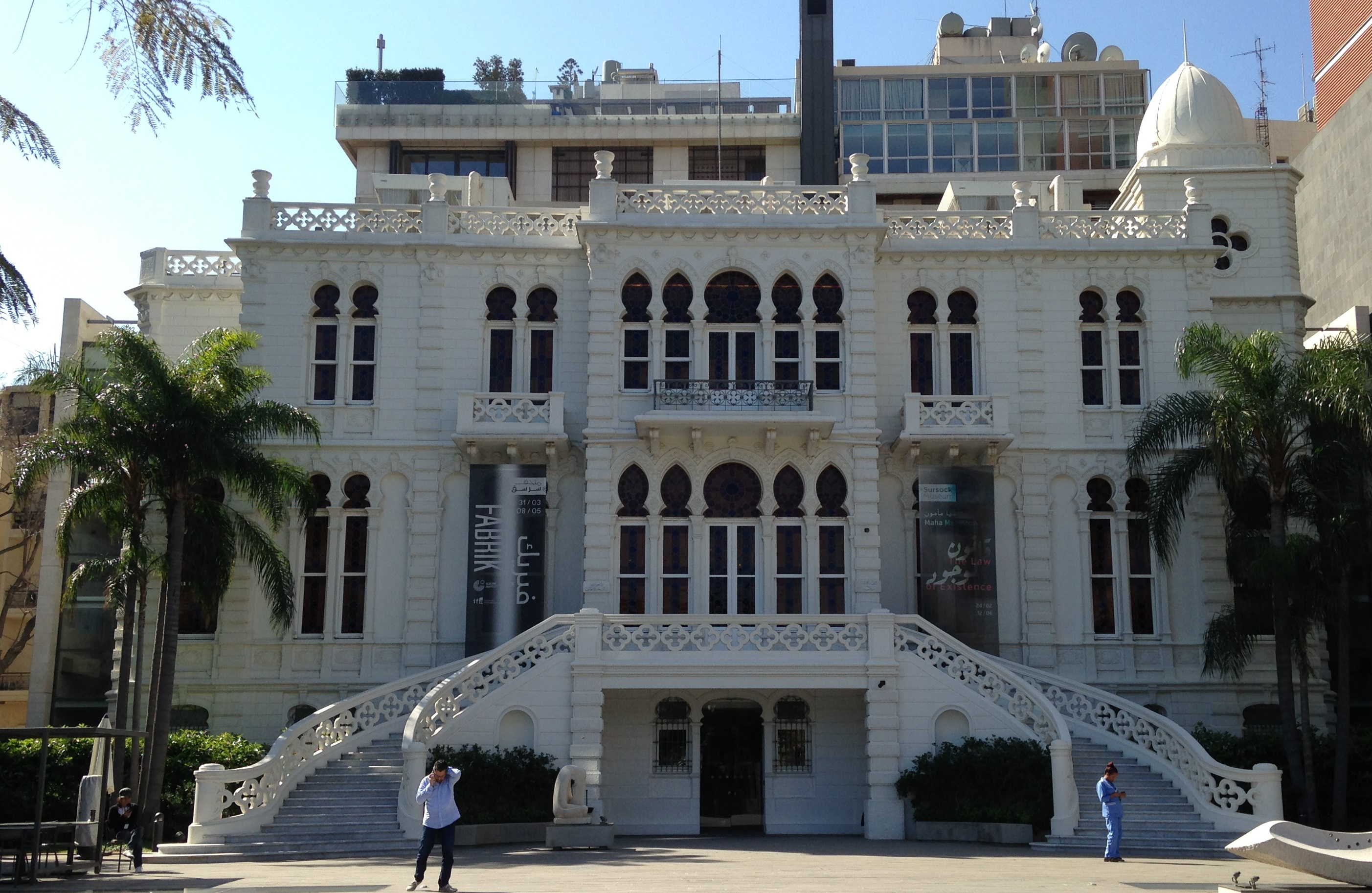
Здание музея в 2017 году

Здание музея Сурсока — прекрасный пример ливанской архитектуры с сильным влиянием итальянской, в частности венецианской, и оттоманской архитектур.
В 2000 году президент комитета музея Гасан Туэни инициировал разработку проекта реконструкции здания музея для увеличения площадей. Разработку проекта по поручению комитета подготовили французский архитектор Жан-Мишель Вильмотт и ливанский архитектор Жак Абу Халед.
Подготовленный ими проект позволял увеличить площадь музея с 2 000 квадратных метров до 7 000, включая в себя создание новых выставочных залов, библиотеки, книжного магазина и музыкальной комнаты. Под существующим садом планировалось создание 4 новых подземных этажей, стоимость работ оценивалась в 12 миллионов долларов США.
В 2008 году музей был закрыт на реконструкцию. Реконструкцию планировалось осуществить за 5 лет к 2012 году. Однако открытие состоялось 8 октября 2015 года.
4 августа 2020 году здание музея серьёзно пострадало из-за взрыва в порту Бейрута. Также был нанесён значительный ущерб коллекции.

## Музейная коллекция
Музейная коллекция состоит из около 5 000 предметов искусства, таких как картины, скульптура, керамика, изделия из стекла и иконография, датируемых XVIII—XX веками.